# Angevin
Pour l’article homonyme, voir Angevin (cheval).
L'angevin est un dialecte faisant partie de la famille des langues d'oïl, branche des langues romanes et anciennement parlé dans l'ancienne province d'Anjou. Quasiment disparu, il se perpétue via les rimiaux, des poèmes rédigés en angevin, ainsi que dans certaines expressions quotidiennes.

## Classification et répartition géographique

Carte des langues d'oïl selon Marie-Rose Simoni-Aurembou.

### Classifications
L'angevin est un dialecte français particulier qui a évolué à partir du latin puis du roman du nord de la Gaule. Ce faisant, il partage de nombreux traits communs à d'autres dialectes de l'Ouest de la France, que l'on qualifie parfois de dialectes occidentaux : en premier lieu les parlers de Touraine, du Maine (parler sarthois, parler mayennais), ainsi que le gallo de Bretagne et certains parlers de Normandie méridionale. 
En revanche, les dialectes du centre-ouest (est de la Sarthe et de l'Indre-et-Loire) sont classifiés dans les dialectes du français central avec l'orléanais.

### Répartitions
Il est utilisé principalement dans le département de Maine-et-Loire, le sud de la Sarthe, la Mayenne angevine, l'ouest de l'Indre-et-Loire et autour de Châteaubriant (Loire-Atlantique). À noter qu'un certain nombre de termes ont pénétré l'anglais via l'anglo-normand, au moment de la domination angevine sur la Grande-Bretagne.  
Ce qu'on pourrait également appeler le « patois angevin » ne présente pas de réelle unité, mais revêt au contraire une grande diversité, selon le « pays », voire le village où il est parlé. Par conséquent, on constatera des faits phonétiques légèrement différents en comparant un point à un autre, ainsi que l'emploi d'un vocabulaire et d'expressions spécifiques. Plusieurs zones peuvent être distinguées : les Mauges, le Craonnais, le Baugeois et le Saumurois.
Les langues de l'Ouest selon plusieurs auteurs :

Selon Hervé Abalain.
Selon Jean-Paul Chauveau.
Selon Pierre Bonnaud.
Selon Marie-Rose Simoni-Aurembou.

## Caractéristiques phonétiques

### Consonantismes
Rien à signaler de particulier par rapport au français standard, l'Anjou se trouvant au sud de la ligne Joret.
Pourtant, il existe quelques spécificités, dont certaines sont considérées comme des archaïsmes en français, par exemple : absence de la consonne /f/ dans certains mots comme « neuf » (/nø/).
D'autres sont communes à certains dialectes : l'association ‹ cl › ([kl]) est mouillé (quiar pour « clair »), le l se palatalise quand il est placé derrière une consonne (bié = « blé » ; biance pour « blanc »)

### Vocalismes

#### Traits communs
L'angevin partage avec les parlers du grand ouest français un certain nombre de traits phonétiques essentiels :
- traitement du [e] long et [i] bref latins : ils ont donné une diphtongue [ei] dans le plus ancien français, mais alors qu'elle évoluait vers [wa] dans les dialectes du français central et oriental, à l'ouest la diphtongue s'est monophtonguée en [e] ou [ɛ]

| Ouest               | Français              |
| ------------------- | --------------------- |
| mé, té, sé          | moi, toi, soi         |
| fé, drét, véture    | foi, droit, voiture   |
| neir, pesson, vésin | noir, poisson, voisin |

- traitement du [o] long et du [u] bref latin : ils ont donné une diphtongue [ou] dans le plus ancien français, mais alors qu'elle évoluait vers [ø] (graphiée -eu- ou -œu-) dans les dialectes centraux et orientaux, à l'ouest elle s'est simplifiée en [u] (notée -ou-)

| Ouest | Français |
| ----- | -------- |
| coue  | queue    |
| nou   | nœud     |
| goule | gueule   |

Les produits du suffixe latin -ore(m) offrent de nombreux exemples de cette évolution particulière à l'ouest (à l'exclusion cependant de la Normandie orientale) : pêchoux (pêcheur), chassoux (chasseur), battoux (batteur), prioux (prieur). Ceux du suffixe -ōsus donnent des adjectifs en -oux : heuroux (heureux), chançoux (chanceux), etc.  
- traitement du suffixe latin -oriu : alors qu'en français, il a évolué en -oir, dans les parlers de l'ouest, il devient -eu. Exemples : pre(n)sseu (pressoir), raseu (rasoir), mireu (miroir), moucheu (mouchoir), etc.

- diphtongaison du [a] nasalisé : Jacques Peletier du Mans signalait au XVIe siècle (dans une orthographe personnelle qu'il essayait de diffuser): « Vrèi et qu'en Normandie, é ancous en Bretagne, an Anjou, é an votre Meine...iz prononcet l'a devant n un peu bien grossement é quasi comme s'il i avoèt aun par diftongue ; quand iz diset Normaund, Aungers, le Mauns, graund chose. »

- le digramme -oi- note le [we] comme en ancien français, dont il est issu

#### Traits plus spécifiques
- le [a] est long à la fin des mots : [a:], où il remplace parfois le -aie / -ais. Exemples : chênâ, hâ pour chênaie, haie.

- le [a] se transforme parfois en [o] (ormouère = armoire) ou en [ɛ] (chaircutier = charcutier).

- le [ɛ] devient la plupart du temps [e] (méson = maison).

- le digramme -oi- note le [we] comme en ancien français, dont il est issu

- ouverture de [ɛr] en [ar]. Exemples : aubarge (auberge), harbe (herbe) [3], etc. cf. anglais marvel (merveille), etc.

#### Exception
Un trait vocalique particulier n'est pas commun à toute l'aire dialectale angevine : la non-labialisation de [e] derrière labiale. L'isoglosse de cette évolution propre à l'ouest, coupe les départements de Maine-et-Loire et de la Sarthe en deux.
| ancien français | Ouest | Français |
| --------------- | ----- | -------- |
| pele            | pêle  | poêle    |
| avene           | avène | avoine   |
| fein            | fein  | foin     |

## Conjugaison
L'angevin n'a pas de différence fondamentale avec la conjugaison française. Cependant, la grammaire angevine se gouverne plus par l'usage que par les conventions grammaticales.
Ainsi, plusieurs conjugaisons sont totalement irrégulières. Le plus souvent, le pronom nous disparaît, remplacé par le je ou  j' , le verbe reste tout de même conjugué.
| Êtèr        |  | Être        |
| je seis     |  | Je suis     |
| t’es        |  | Tu es       |
| il/elle est |  | Il/elle est |
| je sommes   |  | Nous sommes |
| vous êtes   |  | Vous êtes   |
| il sont     |  | Ils sont    |

| Avouèr    |  | Avoir      |
| j’ai      |  | J'ai       |
| t'as      |  | Tu as      |
| il/elle a |  | Il/elle a  |
| j'avons   |  | Nous avons |
| vous avez |  | Vous avez  |
| il ont    |  | Ils ont    |

## Lexique
Le lexique angevin est riche de plus de 20 000 mots, tels qu'il a été étudié dans le Glossaire étymologique et historique des parlers et patois de l'Anjou par Verrier et Onillon en 1908.
La plupart de ces mots proviennent simplement du vieux français, et sont proches du français actuel en adaptant la prononciation. Cependant, certains mots du lexique angevin divergent totalement du français actuel.

### Adverbes
- à c't'heure là : maintenant (commun à d'autres dialectes)
- an’huit ou anhui : aujourd'hui (commun à d'autres dialectes), dans huit jours
- vanqué : peut-être

### Verbes
- abernaudir : se couvrir (commun au normand, etc.)
- banner : pleurer
- barrer : fermer la porte à clé (commun au poitevin, normand, etc.), son contraire est débarrer
- crouiller la porte : fermer la porte
- entribarder : embarrasser, emmêler
- mouillasser : pleuvoir, s'il s'agit d'une pluie fine, plutôt de crachin
- pigner : pleurnicher, râler
- pouille ton fàite : mettre ses vêtements

### Adjectifs
- branné : mal étalé
- ébanné : détendu (ex : les manches du pull sont ébannées)
- gueuroué : gelé
- queurci : carbonisé
- regriché : hérissé
- trempé-guené : mouillé, trempé

### Autres termes
- amain : convenance, aise (désamain est son contraire)
- an àché : ver de terre
- an beurouette : une brouette
- an gorin : un cochon
- an marcou : un chat
- an quéniacerie : une garderie d'enfants
- an queniau : un gamin
- ane carré : une cour
- ane fillette : demi-bouteille de vin, très en usage dans les cafés de la région, parce que représentant une part pour 2 personnes
- ane loche : une limace ou, au sens péjoratif, une femme qui se laisse aller
- bernaze : saoul(e)
- bien rendu : bien arrivé
- boyette : petite fenêtre
- crayon de bois : crayon à papier
- entarnous  : entre-nous
- gitté  : jeter
- la goule enfarinée : en montrant une confiance naïve d'obtenir à coup sûr ce qu'on est venu chercher ou un avantage.
- la marienne : la sieste
- le rond des cabinets : couronne de bois poli qui servait à adapter le diamètre de l'orifice à la taille des fesses enfantines
- le tantôt : l'après-midi
- l'oei : la matinée
- malcommode : n'est pas pratique, se dit aussi parfois pour une personne de mauvaise humeur
- nau : noël
- pierre à sucre : morceau de sucre
- ramasse-bourrier : Pelle à ordure (patois angevin et nantais)
- topette ! : au revoir
- un bottereau : un beignet
- une r'nâpée : une averse
- une seille : un seau

### Phrases
1. D’où que t’as été t'fourré ? t’es tout guené, regarde më ça ! va don changer tes hardes avant d’attraper quieque chose. 
Où es-tu allé? T'es tout trempé, regarde ça! Va te changer avant d'attraper quelque chose.
2. Il me semble ben qu’il va faire beau an’huit, le soleil s’est couché të rouge d’hier ou soir.
Il me semble bien qu'il va faire beau aujourd'hui, le soleil s'est couché tout rouge hier soir.
3. Regardez më ça quielles belles fleurs ! ça vous fait terjou ben an beau parterre d'vant an logi.
Regardez, quelles belles fleurs ! ça fait toujours bien dans un beau parterre devant la maison.
4. L'temp s'abernodit va y avoièr ane r'napée ! Pouille ton fàite, tu vo éte tout guené.
Le temps se couvre, il va y avoir une averse ! Couvre-toi, tu vas être trempé.
5. Je craillai ti voièr le gâs mile dans l'milieu d'la carré, c n'es point lui mais le gâs r'née. 
Je croyais voir (le gars) Émile au milieu de la cour, ce n'était que (le gars) René.
6. Il est dur de la comprenoire.
Il ne comprend rien.

## Littérature

### Rimiaux
La littérature angevine se présente sous la forme de rimiaux, des poèmes ou des contes rimés. Parmi les auteurs de rimiaux se trouvent André Bruel, Émile Joulain, Marc Leclerc, Yvon Péan, Philippe Pistel et l'éditeur angevin André Bruel.

### Écrivains et poètes du parler angevin
- Pierre Anjou (pseudonyme de R. Cailler)
- André Bruel
- Antoine Charles (pseudonyme de André Allory)
- Jules Bellard (dit l'Pèr' Jules)
- Charles Duloir (pseudonyme de Maurice Murzeau)
- Emile Joulain (dit L'Gars Mile)
- Henri Jubeau (dit Fourchafoin)
- Félix Landreau
- Marc Leclerc
- Marie Bondu (dit Mamée Marie)
- Yvon Péan (dit Guérin Defontaine)
- Louis Robineau

### L'angevin dans la littérature française
Honoré de Balzac emploie le parler angevin dans Eugénie Grandet et il en donne la signification :

« — D'ailleurs, ces jeunes gens de Paris, tu verras que ça ne mange point de pain.

— Ça mangera donc de la frippe, dit Nanon.  En Anjou, la frippe, mot du lexique populaire, exprime l'accompagnement du pain, depuis le beurre étendu sur la tartine, frippe vulgaire, jusqu'aux confitures d'alleberge, la plus distinguée des frippes ; et tous ceux qui, dans leur enfance, ont léché la frippe et laissé le pain, comprendront la portée de cette locution »

— Balzac 1843, p. 253

## Sources

## Compléments